# Ryan Peake
Ryan Peake (n. Ryan Anthony Peake, 1 de marzo de 1973, en Brooks, Alberta, Canadá) es el guitarrista principal y corista de la banda de rock Nickelback. Otros miembros de la banda son el líder y cantante Chad Kroeger, el bajista Mike Kroeger (su hermano) y el baterista Daniel Adair. Ryan es el segundo miembro más viejo de la banda. Actualmente está casado con Treanna, y tiene dos niños: Dax y Acadia.

## Carrera
Peake ha coescrito algunas de las canciones más populares de Nickelback, además de hacer de voz de fondo en muchas de ellas, junto con Daniel Adair. Durante un período de transición de la banda, Peake hizo de distribuidor. 
Peake también ha cantado algunas versiones, como "Super Bon Bon" o Saturday Night's Alright (for Fighting).
Peake usa una variedad de guitarras Gibson, tales como Gibson Les Paul, Gibson Explorer y Gibson Flying V, así como también una Licita Gibson modificada para que se vea igual a una Flying V, con la cual toco "Figured You Out" en vivo. También se le ha visto con una Gretsch de doble cuello al tocar Someday en vivo antes de que la banda pidiera a Tim "Timmy" Dawson, el técnico de guitarra de Chad Kroeger, que tocara como tercer guitarrista; lo que lo ha hecho popular gracias al Nickelback European Tour en septiembre de 2008.
En los inicios de su carrera, Ryan usaba principalmente una Fender Telecaster, y más adelante cambiaría las pastillas de su Telecaster por unos Humbuckers EMG. Ryan también usa guitarras electroacústicas Morgan. En conciertos, usa una vieja guitarra acústica de su padre para tocar "Photograph"; se la puede ver en el video de esta canción. Peake usa rectificadores Mesa/Boogie y aplica varios efectos a su guitarra.
Tiene un estilo de interpretación similar al del guitarrista de Foo Fighters Chris Shiflett.